# Cayuses

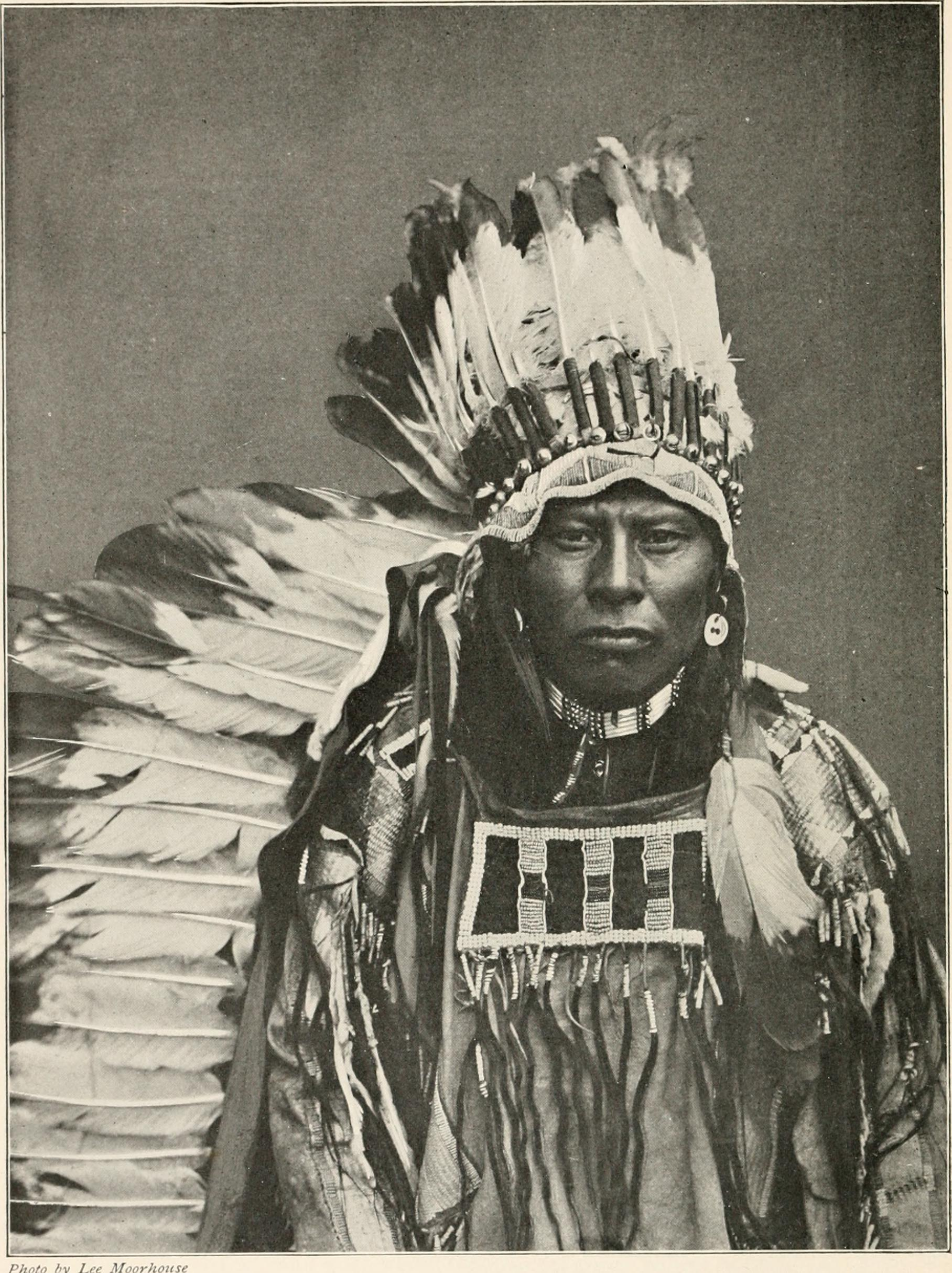
Peo, guerrier cayuse

Les Cayuses sont une tribu amérindienne dans l'État de l'Oregon aux États-Unis. Elle partage une réserve avec les tribus Umatilla et Walla Walla, dans le nord-est de l'Oregon, près de Pendleton, à la base des montagnes Bleues.
Les Cayuses se nomment eux-mêmes Tetawken, ce qui signifie « nous, le peuple ».
Originellement situés dans le nord-est de l'Oregon et au sud-est de l'État de Washington, ils occupaient un territoire adjacent à celui des Nez-Percés. Comme les tribus des Plaines, les Cayuses plaçaient en haute estime la guerre et étaient des cavaliers talentueux, se servant souvent de leurs prouesses à cheval pour intimider d'autres tribus. Ces compétences en matière de chevaux furent utiles tant aux Indiens qu'aux cowboys voisins qui adoptèrent le poney Cayuse. À la suite du massacre de Whitman et de la guerre Cayuse, les Cayuses se déplacèrent dans la réserve des Umatilla après avoir signé un traité avec le gouvernement fédéral des États-Unis en 1855.